# Smith's (equip ciclista)
L'equip Smith's, conegut també com a Roméo-Smith's, va ser un equip ciclista belga, de ciclisme en ruta que va competir entre 1966 i 1968. Es va crear com una escissió del Flandria-Roméo i entre les seves files va tenir ciclistes com Guido Reybrouck, Noël Foré, Willy Planckaert o Martin Van Den Bossche.

## Principals resultats
- París-Tours: Guido Reybrouck (1966)
- Volta a Luxemburg: Edy Schutz (1966), Frans Brands (1967)
- Circuit del País de Waes: Martin Van Den Bossche (1967)
- Gran Premi de la vila de Zottegem: Roland Van De Ryse (1967)
- Gran Premi Jef Scherens: Robert Lelangue (1967)
- Gran Premi Pino Cerami: Willy Planckaert (1967), Julien Stevens (1968)
- Lieja-Bastogne-Lieja: Valere Van Sweevelt (1968)
- Premi Nacional de Clausura: Frans Brands (1968)
- Nokere Koerse: Frans Brands (1968)
- Fletxa costanera: Albert Van Vlierberghe (1968)
- E3 Harelbeke: Jaak De Boever (1968)
- Volta a Limburg: Leo Duyndam (1968)
- Gran Premi Gran Premi 1r de maig d'Hoboken: Rene Corthout (1968)

### A les grans voltes
- Giro d'Itàlia
  - 2 participacions (1967, 1968)
  - 5 victòries d'etapa:
    - 5 el 1967: Willy Planckaert (3), Albert Van Vlierberghe, Georges Vandenberghe

  - 0 classificació finals:
  - 0 classificacions secundàries:

- Tour de França
  - 1 participacions (1966)
  - 6 victòries d'etapa:
    - 6 el 1966: Guido Reybrouck, Willy Planckaert (2), Edy Schutz, Albert Van Vlierberghe, Georges Vandenberghe

  - 0 classificació finals:
  - 1 classificacions secundàries:
    - Classificació per punts: Willy Planckaert (1966)

- Volta a Espanya
  - 1 participacions (1967)
  - 2 victòries d'etapa:
    - 2 el 1967: Guido Reybrouck, Jan Lauwers

  - 0 classificació finals:
  - 0 classificacions secundàries: